# 白令棘八角魚
白令棘八角魚是輻鰭魚綱鮋形目杜父魚亞目八角魚科的其中一種。

## 分布
本魚分布於北太平洋，包括日本、鄂霍次克海、勘察加半島、阿拉斯加等海域。

## 深度
水深0~325公尺。

## 特徵
本魚體延長，後部漸細。口小，上位；下頜微突出上頜。吻短而圓。不具有鬚。眼眶背緣凸出於體外。鰓蓋膜與喉峽部分離。除吻部及下胸部外，全身被滿骨板，骨板無明顯突起及稜脊，僅在腹部內側具些許稜脊。體背暗褐色，體側則較淺褐色；背鰭淺褐色，具黑緣；胸鰭具5排黑褐色小點；腹鰭及臀鰭色淡；尾鰭黑褐色。背鰭硬棘8~11枚、背鰭軟條6~9枚、臀鰭軟條13~16枚。體長可達21.6公分。

## 生態
屬於小型底棲魚類，主要棲息在沙泥地，以浮游生物及小型甲殼類為食。

## 經濟利用
不具食用價值。